# Hindoeïsme van A tot Z

## A
Acharya (hindoeïsme) - 
Ahimsa -
Ananda Marga -
Anandamurti, Shii Shrii -
Arische invasietheorie -
Arjuna -
Arya Samaj -
Asana -
Ascese -
Atman -
Avatar -
Ayurveda

## B
Babaji -
Basant pantsjami -
Bedevaart -
Benares -
Bhagavad gita -
Bhakti -
Bhakti-yoga -
Bindi -
Brahma -
Brahma Sutras - 
Brahmaan -
Brahman -
Brahmanisme -
Brahmo Samaj -

## C
Chakra

## D
Deva -
Dharma -
Dharma (hindoeïsme) -
Dharma (yoga) -
Divali -
Drie-eenheid (hindoeïsme) -
Dayananda Saraswati

## G
Ganesh -
Ganges -
Garoeda -
Gautama Boeddha -
God -
Goeroe -
Goswami -
Gulab Singh

## H
Hanuman -
Hare Krishna -
Hari Singh - 
Hindoe - 
Hindoefobie -
Hindoehuwelijk in Suriname -
Hindoeïsme -
Hindoeïsme in Nederland -
Hindoeïsme in Suriname -
Holi-Phagwa -

## I
IAST - 
Ishta Deva -
Ishvara -
ISKCON -
Itihasa -

## J
Jhāna -
Jñāna-yoga -
Jhandi -

## K
Kalki(n) -
Karma -
Kaste -
Koerma - 
Kolkata's Nationale Bibliotheek Romanisatie - 
Krishna -
Krishnamurti, Jiddu -
Kshatriya -
Kundalini-yoga-

## L
Lijst van religies -
Lotusbloem -
Lingam

## M
Mahabharata -
Mahakaula -
Maharishi Mahesh Yogi -
Mandala -
Mantra -
Mantra-yoga -
Mata Amritananda Mayi - 
Matsya - 
Maya -
Mimamsa -
Moksha -
Monnik -
Mudra -
Murti -

## N
Narasimha - 
Narayana -
Niyama -
Nyaya -

## O
Om -
Organisatie Hindoe Media (OHM)

## P
Pamheiba - 
Pandit -
Panentheïsme -
Parama Purusha -
Patanjali - 
Pranayama -

## R
Raja-yoga -
Rajneesh, Bhagwan Sri -
Raksha Bandhan -
Raksha Sutra -
Rama -
Ramakrishna - 
Ramayana -
Ram Ram (Groet) -
Reïncarnatie -
Rig-Veda -

## S
Sadhana -
Samadhi (yoga) -
Samkhya -
Samorijn - 
Samsara -
Samskara -
Sanatan Dharm -
Sanskriet -
Sathya Sai Baba -
Shaivisme -
Shaktisme -
Shiva -
Shruti -
Shruti (muziek) -
Shudra -
Siddhi -
Sita -
Sivananda - 
Smartisme -
Smriti -
Sri - 
Srimad bhagavatam -
Sudas - 
Swami -
Swami Atulananda

## T
Tantra (geschrift) - 
Tantrische yoga -
Taraka Brahma -
That -
Transcendente Meditatie -
Trimurti -
Turiya

## U
Upanishads -
Uttara Miimamsa Darshana

## V
Vaisheshika -
Vaishnavisme -
Vaishya -
Vamana - 
Varaha - 
Vasten -
Veda's -
Vedanta -
Verlossing -
Vishnoe -
Vishnu Devananda -
Vishnu sahasranama -

## W
Wedergeboorte -
Wetten van Manu

## Y
Yantra (yoga) -
Yoga -
Yogadieet